# Outil de gestion des couleurs

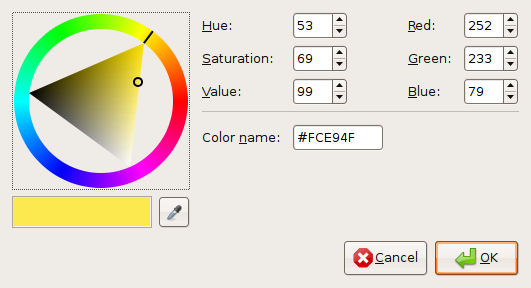
GTK+ couleurs

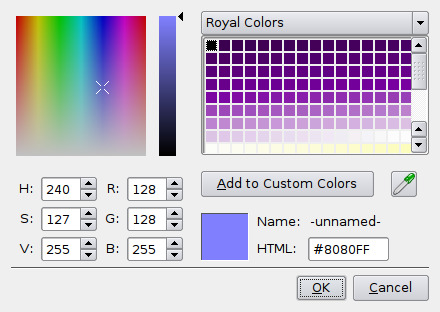
Qt couleurs

Un outil de gestion des couleurs est une application, que l'on trouve généralement en ligne et dans les logiciels d'édition d'image, qui est utilisé dans le but de manipuler la couleur, en créant des combinaisons de couleurs, en sélectionnant des couleurs, etc.
De nombreux outils existent sur le world wide web, et disposent habituellement d'une interface d'harmonisation des couleurs, d'un nuancier, de la conversion et la manipulation dans les modèles RVB et TSL ou TSV, d'une collection de combinaisons de couleurs, et d'autres particularités similaires. Les webmestres, designers, et développeurs, et professionnels qui travaillent avec d'autres types d'écran et supports d'impression se servent de ces outils dans leurs activités.
Par exemple, l'outil de sélection de couleurs sur Color PNG File permet aux utilisateurs d'extraire facilement des couleurs précises à partir d'images, ce qui peut être particulièrement utile pour les designers et les artistes numériques à la recherche de correspondances exactes de couleurs.

## Objectif
Un outil de gestion des couleurs est nécessaire pour visualiser les valeurs chromatiques. Lors de la conception des pages web, ou de l'utilisation d'un logiciel graphique dans le but de manipuler des images point par point, ou un travail avec des images vectorielles, l'utilisateur sera assisté en voyant une représentation visuelle d'une couleur, à la place d'une valeur textuelle alphanumérique. D'autres facettes du web design, tel que l'espacement ou les mesures, ou même la manipulation d'image ne requièrent pas une telle visualisation immédiate. De plus, comme de nombreuses couleurs ont des relations avec d'autres couleurs, un outil est utile pour chercher les couleurs reliées. La théorie des couleurs explique de telles relations. Les outils de gestion des couleurs sont aussi utiles car ils permettent la modification d'une couleur en jouant sur plusieurs paramètres dont la teinte, la saturation, et la luminosité, ou les valeurs RVB et CMJN.

## Interface
Les outils de gestion des couleurs peuvent varier dans leur interface. Certains utilisent des curseurs, des boutons, des boîtes à texte pour les valeurs chromatiques, ou une manipulation directe. Glisser et déposer, pipette de couleur, et de nombreuses autres formes d'interfaces sont habituellement utilisées.